# Partit Liberal (Croàcia)
El Partit Liberal (croat Liberalna Stranka, LS) fou un partit polític de Croàcia, fundat el 1997 per Vlado Gotovac com a escissió del Partit Social Liberal Croat (HSSL). Havia estat membre de la Internacional Liberal i del Partit dels Liberals Demòcrates i Reformistes Europeus. El seu últim líder Zlatko Benašić.
A les eleccions legislatives croates de 2000 es presentà amb la coalició encapçalada pel Partit Camperol Croat va obtenir 2 escons i un ministeri en el govern dirigit pel Partit Socialdemòcrata de Croàcia. A les eleccions legislatives croates de 2003 es presentà en la coalició encapçalada pel Partit Socialdemòcrata de Croàcia i va obtenir dos escons, però va romandre a l'oposició. Després de les eleccions el seu cap, Ivo Banac, anuncià la fusió del seu partit amb el Partit Popular Croat i el grup LIBRA per a formar el nou Partit Popular Croat – Demòcrates Liberals, però la iniciativa fou torpedinada per Zlatko Kramarić i Banac fou expulsat del partit.
Després de les eleccions locals de 2005 Zlatko Kramarić entrà en negociacions per a retornar al Partit Social Liberal Croat (HSSL), de manera que el 2006 el partit es va dissoldre. Un grup de dissidents de Split no ho va acceptar i va fundar el Partit Liberal Dàlmata.